# Levan Akin
Levan Akin   (Tumba, 14 de desembre de 1979) és un director de cinema i guionista suec d'ascendència georgiana. Se'l coneix principalment per la pel·lícula And Then We Danced, que va ser aclamada per la crítica i el 2019 va rebre el premi Guldbagge a millor pel·lícula de l'any.

## Biografia
Levan Akin va néixer i es va criar a Tumba, al comtat d'Estocolm. Els seus pares, originaris de Geòrgia, s'havien mudat a Suècia a la dècada del 1960, quan Geòrgia encara era una de les repúbliques membres de la Unió Soviètica. Tanmateix, Akin viatja a Geòrgia cada any amb la seva germana per les vacances d'estiu, amb la qual cosa al cap dels anys va consolidar el coneixement en cultura georgiana i llengua georgiana. A banda, és obertament gai.

### Carrera
Akin va començar com a ajudant de direcció en produccions cinematogràfiques sueques. En els seus inicis, també va treballar a Studio 2024, on va participar en la producció de la pel·lícula Du Levande (2007) de Roy Andersson.
El 2008, va guanyar dos premis al Festival de Cinema d'Hamburg juntament amb la dissenyadora de producció i productora de cinema Erika Stark pel curtmetratge De sista sakerna (2008). A continuació, va dirigir episodis de sèries per a Sveriges Television, com ara Andra Avenyn (2008–2010), Livet i Fagervik (2009), Anno 1790 (2011) i Äkta människor (2012).
A la tardor del 2011, es va estrenar el seu primer llargmetratge, Katinkas kalas, al Festival Internacional de Cinema d'Estocolm. Tres actors emergents del film van ser nominats al premi L'Oréal Paris Rising Star el 2011, i el 2013 Yohanna Idha va ser nominada al premi Guldbagge a millor actriu secundària.
El 2019, va sortir el segon llargmetratge d'Akin, And Then We Danced, que va ser aclamat per la crítica. Es va projectar per primera vegada a la secció Quinzena de Cineastes del Festival de Cannes 2019, on va rebre una ovació de quinze minuts. Ambientada a Geòrgia, la pel·lícula gira entorn de Merab, un estudiant d'una escola de dansa tradicional georgiana que s'enamora del seu rival. L'Església Ortodoxa de Geòrgia va desaprovar públicament la promoció i la projecció de la pel·lícula i, de fet, es van produir aldarulls a Tbilisi i Batum en resposta a l'estrena del títol a les sales de cinema el novembre del 2019.
El juny del 2020, Akin va ser seleccionat com a membre de l'Acadèmia de les Arts i les Ciències Cinematogràfiques.
El 2024, el tercer llargmetratge d'Akin, Crossing, es va estrenar al 74è Festival Internacional de Cinema de Berlín.

## Filmografia

#### Llargmetratges
- 2011: Katinkas kalas
- 2015: Cirkeln
- 2019: And Then We Danced
- 2024: Crossing

#### Curtmetratges
- 2008: De sista sakerna

#### Programes de televisió
- 2007: Laberynt mobisodis
- 2008-2010: Andra Avenyn (10 episodis)
- 2009: Livet i Fagervik (3 episodis)
- 2011: Anno 1790 (3 episodis)
- 2012: Äkta människor (20 episodis)
- 2022-2024: Interview with the Vampire (5 episodis)